# Eichleithen
Eichleithen ist ein Gemeindeteil des Markts Weidenberg im Landkreis Bayreuth (Oberfranken, Bayern). Eichleithen liegt in der Gemarkung Görschnitz.

## Geographie
Die Einöde liegt in Hanglage am Rande des Sophienthaler Forstes. Ein Anliegerweg führt 0,9 km südlich zu einer Gemeindeverbindungsstraße, die südwestlich nach Görschnitz bzw. östlich nach Gossenreuth verläuft.

## Geschichte
Eichleithen wurde 1692 erstmals schriftlich erwähnt. Der Ort gehörte zur Realgemeinde Gossenreuth. Gegen Ende des 18. Jahrhunderts gab es in Eichleithen ein Anwesen. Die Hochgerichtsbarkeit stand dem bayreuthischen Stadtvogteiamt Bayreuth zu. Das Amt Weidenberg war Grundherr des Gutes.
Von 1797 bis 1810 unterstand Eichleithen dem Justiz- und Kammeramt Neustadt am Kulm. Nachdem im Jahr 1810 das Königreich Bayern das Fürstentum Bayreuth käuflich erworben hatte, wurde der Ort bayerisch. Infolge des Gemeindeedikts wurde Eichleithen dem 1812 gebildeten Steuerdistrikt Görschnitz und der Ruralgemeinde Gossenreuth zugewiesen. Mit dem Gemeindeedikt von 1818 erfolgte die Eingliederung nach Görschnitz. Im Zuge der Gebietsreform in Bayern wurde Eichleithen am 1. Januar 1978 nach Weidenberg eingemeindet.

## Religion
Eichleithen ist evangelisch-lutherisch geprägt und nach Weidenberg zur Kirche St. Michael am Gurtstein gepfarrt.